# Das Haus an der Grenze
Das Haus an der Grenze (englischer Originaltitel: The House on the Borderland) ist ein 1908 erschienener Roman von William Hope Hodgson aus dem Genre Phantastische Literatur. Es ist das bekannteste Werk des englischen Schriftstellers.
In der Rahmenhandlung stoßen zwei Angler auf eine im äußersten Westen Irlands gelegene Ruine. Sie entdecken ein Manuskript, in dem der letzte Bewohner des abgelegenen Hauses seine unheimlichen Erlebnisse schildert: 
Der Einsamkeit suchende Protagonist der Erzählung zieht in ein uraltes Steinhaus fernab jeder menschlichen Siedlung. Bereits kurz nach seiner Ankunft kommt es zu unerklärlichen Vorfällen. Geheimnisvolle Kräfte entführen ihn auf einen unbekannten Planeten, auf dem am Rande einer gewaltigen Ebene ein identisches Steinhaus existiert. Er beobachtet, wie ein riesiges, aufrecht gehendes Ungeheuer mit dem Gesicht eines Schweins versucht, in das Gebäude einzudringen. 
Der Erzähler glaubt zunächst, einer Halluzination erlegen zu sein. Doch dann wird sein Haus von schweinsartigen Wesen angegriffen, die aus einer nahegelegenen Schlucht mit abgrundtiefen Höhlen zu stammen scheinen. Die Eindringversuche werden von Tag zu Tag intensiver, die Lage immer aussichtsloser. Die naheliegende Lösung wäre, das Haus aufzugeben. Hodgson bringt an dieser Stelle ein romantisches Element in die Erzählung ein. Auf den Besuchen des fernen Planeten trifft der Protagonist mehrfach auf seine verstorbene Geliebte. Diese Begegnungen veranlassen ihn, im Haus zu verbleiben und den Angriffen zu trotzen.
Die unerklärlichen Vorfälle werden auch am Ende des Romans nicht aufgelöst. Der Leser hat breiten Raum für eigene Interpretationen. Dank der sehr detailgenauen Schilderung der Reisen durch Raum und Zeit, bei der auch der Untergang der Erde und das Erlöschen der Sonne beschrieben wird, kann Das Haus an der Grenze als früher Science-Fiction-Roman angesehen werden.

## Ausgaben
- William Hope Hodgson: Das Haus an der Grenze und andere phantastische Erzählungen. Frankfurt: Insel-Verlag, 1973. ISBN 3-458-05818-4